# Душкино (Владимирская область)
Ду́шкино — деревня в Ковровском районе Владимирской области России, входит в состав Клязьминского сельского поселения.

## География
Деревня расположена в 11 км на юго-восток от центра поселения села Клязьминский Городок и в 24 км на восток от Коврова.

## История
В конце XIX — начале XX века деревня входила в состав Санниковской волости Ковровского уезда, с 1926 года — в составе Осиповской волости. В 1859 году в деревне числилось 14 дворов, в 1926 году — 1 двор.
С 1929 года деревня входила в состав Санниковского сельсовета Ковровского района, с 2005 года — в составе Клязьминского сельского поселения.

## Население
| 1859 | 1926 | 2002 | 2010 | 2021 |
| ---- | ---- | ---- | ---- | ---- |
| 120  | ↘8   | ↘6   | ↗8   | →8   |